# Liste der Naturdenkmale in Berlin
Die Liste der Naturdenkmale in Berlin ist eine Übersicht der in den Bezirken von Berlin gelegenen Naturdenkmale.
Am 20. Mai 2021 wurde eine neue Verordnung veröffentlicht, die die alte Liste zum Schutz von Einzelbäumen und Findlingen aus dem Jahr 1993 ablöste.

## Liste
| Nr. | Bezirk                     | Liste                                                        |
| --- | -------------------------- | ------------------------------------------------------------ |
| 1   | Mitte                      | Liste der Naturdenkmale im Bezirk Mitte                      |
| 2   | Friedrichshain-Kreuzberg   | Liste der Naturdenkmale im Bezirk Friedrichshain-Kreuzberg   |
| 3   | Pankow                     | Liste der Naturdenkmale im Bezirk Pankow                     |
| 4   | Charlottenburg-Wilmersdorf | Liste der Naturdenkmale im Bezirk Charlottenburg-Wilmersdorf |
| 5   | Spandau                    | Liste der Naturdenkmale im Bezirk Spandau                    |
| 6   | Steglitz-Zehlendorf        | Liste der Naturdenkmale im Bezirk Steglitz-Zehlendorf        |
| 7   | Tempelhof-Schöneberg       | Liste der Naturdenkmale im Bezirk Tempelhof-Schöneberg       |
| 8   | Neukölln                   | Liste der Naturdenkmale im Bezirk Neukölln                   |
| 9   | Treptow-Köpenick           | Liste der Naturdenkmale im Bezirk Treptow-Köpenick           |
| 10  | Marzahn-Hellersdorf        | Liste der Naturdenkmale im Bezirk Marzahn-Hellersdorf        |
| 11  | Lichtenberg                | Liste der Naturdenkmale im Bezirk Lichtenberg                |
| 12  | Reinickendorf              | Liste der Naturdenkmale im Bezirk Reinickendorf              |

## Statistik
Aktuell (Stand April 2025) sind 708 Naturdenkmalobjekte im Geoportal des Landes Berlin gelistet, 70 davon sind Findlinge, der Rest Bäume.

### Verteilung der Naturdenkmale nach Bezirk
Charlottenburg-Wilme...Friedrichshain...LichtenbergMarzah...MitteNeuköllnPankowReinickendorfSpandauSteglitz...Tempelhof-Sch...Treptow-KöpenickCharlottenburg-WilmersdorfFriedrichshain-KreuzbergLichtenbergMarzahn-HellersdorfMitteNeuköllnPankowReinickendorfSpandauSteglitz-ZehlendorfTempelhof-SchönebergTreptow-Köpenick

### Verteilung nach den häufigsten Baumarten
Stiel-EicheAhornblät...Gewöhnliche Ross...BlutbucheRot-BucheGewöhnliche EibeTrauben-EicheFlatter-UlmeWald-KieferWinter-Li...AndereStiel-EicheAhornblättrige PlataneGewöhnliche RosskastanieBlutbucheRot-BucheGewöhnliche EibeTrauben-EicheFlatter-UlmeWald-KieferWinter-LindeAndere